# Henning Bødtker
Henning Bremer Bødtker (Svelvik, 14 agosto 1891 – 19 novembre 1975) è stato un avvocato norvegese.

## Biografia
Era il figlio del capitano Jacob Bødtker (1847-1923), e di sua moglie, Hilda Tofte (1853-1943).
Egli era un cugino di secondo grado del professor Adam Trampe Bødtker.
Nel 1922 sposò Dagmar von Sydow. Ebbero una figlia: Dagmar, che sposò Carl Oscar Collett.

## Carriera
Si laureò presso l'Università di Oslo in giurisprudenza. Durante l'occupazione della Norvegia da parte della Germania nazista fu imprigionato a Møllergata 19 dal 12 giugno 1941, poi nel campo di concentramento di Grini (12 settembre 1941-4 settembre 1942).
Dopo la guerra fu Procuratore Generale di Norvegia (1945-1962) e anche il revisore del Comitato Nobel norvegese (1946-1972).

## Morte
Morì il 19 novembre 1975.